# Ogonëk

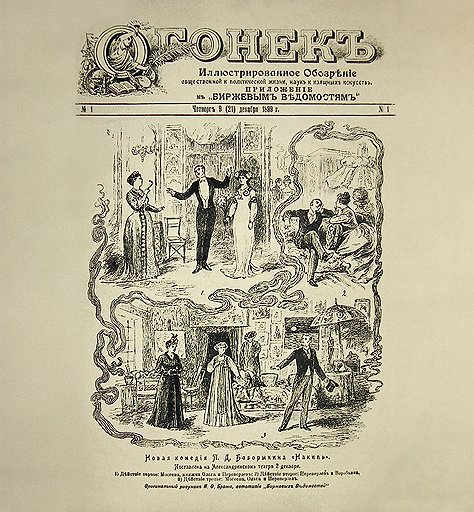
Copertina della rivista del 1899

Ogonëk (in russo Огонёк?) è stata una delle più antiche riviste settimanali illustrate della Russia.

## Storia
Istituita il 21 dicembre 1899 (9 dicembre secondo il calendario giuliano), la rivista venne rifondata in Unione Sovietica nel 1923 da Michail Efimovič Kol'cov e la sede venne scelta a Mosca. Nel 1957 la tiratura della rivista ammontava a 850.000 copie.
La rivista a colori raggiunse l'apice della sua popolarità negli anni della perestrojka, quando il suo caporedattore Vitalij Korotyč seguì il processo di transizione della stessa verso posizioni filostatunitensi e filocapitaliste. Questo periodo viene trattato nel libro Small Fires: Letters From the Soviet People to Ogonyok Magazine 1987-1990 (Summit Books, New York, 1990) selezionato e curato da Christopher Cerf, Marina Albee, accompagnato da un'introduzione di Korotyč stesso. La rivista vendette 1,5 milioni di copie nel 1987 e 4,6 milioni di copie nel 1990.
Agli inizi degli anni '90 Ogonëk fu acquistata da Boris Abramovič Berezovskij e iniziò a calare di popolarità, tant'è che vendette 0,2 milioni di copie nel 1993. Nel 2003 Viktor Lošak, ex direttore di Moskovskie Novosti, assunse la carica di redattore nel 2003, e a partire dall'anno successivo la rivista venne pubblicata dalla casa editrice russa OVA-PRESS. Al culmine della crisi finanziaria russa del 2008-2009, la pubblicazione venne sospesa per via di un cambio di proprietà.
Dopo una pausa di quattro mesi, le pubblicazioni vennero riprese il 18 maggio 2009 dal gruppo editoriale di Kommersant. Il primo numero pubblicato da quest'ultimo gestore fu il 5079º del 1899.
Nel dicembre 2020 le pubblicazioni vennero ulteriormente sospese a causa di problemi finanziari.

## Descrizione
Inizialmente la rivista pubblicava racconti letterari, poi durante l'Unione Sovietica trattò in maniera marginale gli stili di vita e i gusti artistici nazionali in favore di tematiche prettamente politiche e di propaganda. La copertina era caratterizzata dal ritratto verticale di un personaggio noto, e ogni numero conteneva reportage fotografici e una riproduzione a colori dei capolavori della pittura russa e mondiale, nonché opere in poesia e prosa, articoli di divulgazione politica e un cruciverba.
Con la perestrojka venne inaugurata la tavola rotonda Bol'še socializma! ("Più socialismo!", 1988, n. 12, 14) e vennero pubblicati articoli critici verso le politiche di Stalin e opere in precedenza censurate. Negli anni 2000 le tematiche trattate tornarono a vertere sulle tradizioni, sulla vita sociopolitica e sul cambiamento del paese.